# Peter Milligan
Peter Milligan (24 de junho de 1961) é um escritor britânico conhecido por seu trabalho como roteirista em histórias em quadrinhos tanto britânicas quanto americanas, bem como em filmes.
Na década de 1990, Milligan foi responsável pelo relançamento da série Shade, the Changing Man, personagem criado por Steve Ditko anos antes para a DC Comics. A série se tornou o maior êxito da carreira do roteirista.
Milligan sucedeu Grant Morrison na revista Homem Animal durante seis edições publicadas entre 1990 e 1991, ano em que se tornou o escritor regular da revista Detective Comics na edição #629 e a partir daí lançaria mais oito, incluindo duas edições de Batman em uma história curta de crossover. Suas histórias eram contos de uma ou duas partes que traziam o Cavaleiro das Trevas enfrentando inimigos novos e bizarros. Ignorando a habitual galeria de vilões, o escritor fez o Cavaleiro da Trevas enfrentar ameaças como uma bomba humana e um bibliotecário homicida em histórias que tinham uma boa mistura de escuridão e humor. Como parte da equipe editorial responsável pelas histórias de Batman, Milligan participava das reuniões que definiam os rumos das histórias do personagem e seu elenco de apoio, e numa dessas ocasiões, foi o responsável pela apresentação da ideia que levou à criação do personagem Azrael, que se tornou o substituto do herói Batman durante a "A Queda do Morcego".
Em 2001, o novo editor-chefe da Marvel Comics, Joe Quesada, um dos responsáveis pela criação de Azrael anos antes, decidiu reformular a linha de revistas dos X-Men, e convidou Milligan e o artista Mike Allred para assumirem a revista X-Force.
A revista seria cancelada no ano seguinte e substituída por um novo título, X-Statix, com Milligan e Allred continuando como a força criativa por trás das histórias. A X-Statix foi cancelada com a edição Nº 26 em outubro de 2004.